# Pallavolo ai XII Giochi panamericani - Torneo femminile
L'XI campionato di pallavolo femminile ai Giochi panamericani si è svolto dal 12 al 18 agosto 1995 a Mar del Plata, in Argentina, durante i XII Giochi panamericani. Al torneo hanno partecipato 6 squadre nazionali nordamericane e sudamericane e la vittoria finale è andata par la settima volta consecutiva a Cuba.

## Squadre partecipanti
- Argentina
- Brasile
- Canada
- Cuba
- Perù
- Stati Uniti

## Fase finale

### Finali 1º e 3º posto
|  | 1º posto - 4º posto | 1º posto - 4º posto | 1º posto - 4º posto |             |      | 1º/2º posto | 1º/2º posto | 1º/2º posto |  |
|  |                     |                     |                     |             |      |             |             |             |  |
|  | Stati Uniti         | Stati Uniti         | 3                   |             |      |             |             |             |  |
|  | Stati Uniti         | Stati Uniti         | 3                   |             |      |             |             |             |  |
|  | Canada              | Canada              | 0                   |             |      |             |             |             |  |
|  | Canada              | Canada              | 0                   |             | Cuba | Cuba        | 3           |             |  |
|  |                     |                     |                     |             | Cuba | Cuba        | 3           |             |  |
|  |                     |                     | Stati Uniti         | Stati Uniti | 1    |             |             |             |  |
|  | Cuba                | Cuba                | Stati Uniti         | Stati Uniti | 1    | 3           |             |             |  |
|  | Cuba                | Cuba                |                     |             |      | 3           |             |             |  |
|  | Argentina           | Argentina           | 0                   |             |      | 3º/4º posto | 3º/4º posto | 3º/4º posto |  |
|  | Argentina           | Argentina           | 0                   |             |      |             |             |             |  |
|  |                     |                     |                     |             |      |             |             |             |  |
|  |                     |                     |                     |             |      | Canada      | Canada      | 3           |  |
|  |                     |                     |                     |             |      | Canada      | Canada      | 3           |  |
|  |                     |                     |                     |             |      | Argentina   | Argentina   | n.p.        |  |

## Classifica finale
| Classifica | Squadre     |
| ---------- | ----------- |
|            | Cuba        |
|            | Stati Uniti |
|            | Canada      |
| 4          | Argentina   |
| 5          | Perù        |
| 6          | Brasile     |